# آلن مریک
آلن مریک (انگلیسی: Alan Merrick؛ زادهٔ ۲۰ ژوئن ۱۹۵۰) بازیکن فوتبال اهل ایالات متحده آمریکا است.
از باشگاه‌هایی که در آن بازی کرده‌است می‌توان به باشگاه فوتبال وست برومویچ آلبیون، باشگاه فوتبال پیتربورو یونایتد، و باشگاه فوتبال سن‌خوزه ارث‌کوئیکز اشاره کرد.
وی همچنین در تیم‌های ملی فوتبال زیر ۱۸ سال انگلستان و ایالات متحده آمریکا بازی کرده‌است.